# چیتا موبایل
چیتا موبایل (猎豹移动公司) شرکت فناوری اطلاعات چینی است، که در سال ۲۰۰۹ تأسیس شد.